# Xeropigo rheimsae
Xeropigo rheimsae là một loài nhện trong họ Corinnidae.
Loài này thuộc chi Xeropigo. Xeropigo rheimsae được miêu tả năm 2007 bởi De Souza & Bonaldo.